# Beri-beri
A beri-beri vagy beriberi, (jelentése szingaléz nyelven: „képtelen vagyok rá”) a tiamin (B1-vitamin) hiánya miatt fellépő betegség. A Távol-Keleten a hántolt rizs kizárólagos fogyasztása okozta, míg a fejlett országokban általában a túlzott alkoholfogyasztásra vezethető vissza. A vitaminhiány okai  lehetnek: elégtelen B1-vitamin-bevitel, csökkent felszívódás és hasznosulás, megnövekedett szükséglet. 
Tünetei: Izomgyengeség, koordinációs zavar, étvágytalanság, idegesség, lábízületek fájdalma. Időnként megnövekedett szívvel jár. A betegség elsősorban a felnőtteket és az 1-4 hónapos gyermekeket érinti. A tünetek már 10 nappal a tiamin megvonása után jelentkezhetnek.
A beriberi lehet „nedves” (szívvel kapcsolatos), vagy „száraz” (idegi eredetű). A kétféle megjelenés ritkán jár együtt. A „nedves” beriberi a betegség akut formája; jellemzője a nagy mértékű szívelégtelenség, az ugrándozó pulzus, melegérzet, a végtagok vizesedése, szívmegnagyobbodás. A „száraz” beriberi a betegség krónikus formája; jellemzője az előrehaladott perifériás neuropátia. A láb érzéketlen lehet, és hiányozhat a térdreflex.
1890-ben már felismerték, hogy a barna rizst fogyasztókat nem érinti a betegség. A B1-vitaminhiánnyal való összefüggése 1911-ben vált ismertté.